# Toyokawa Inari

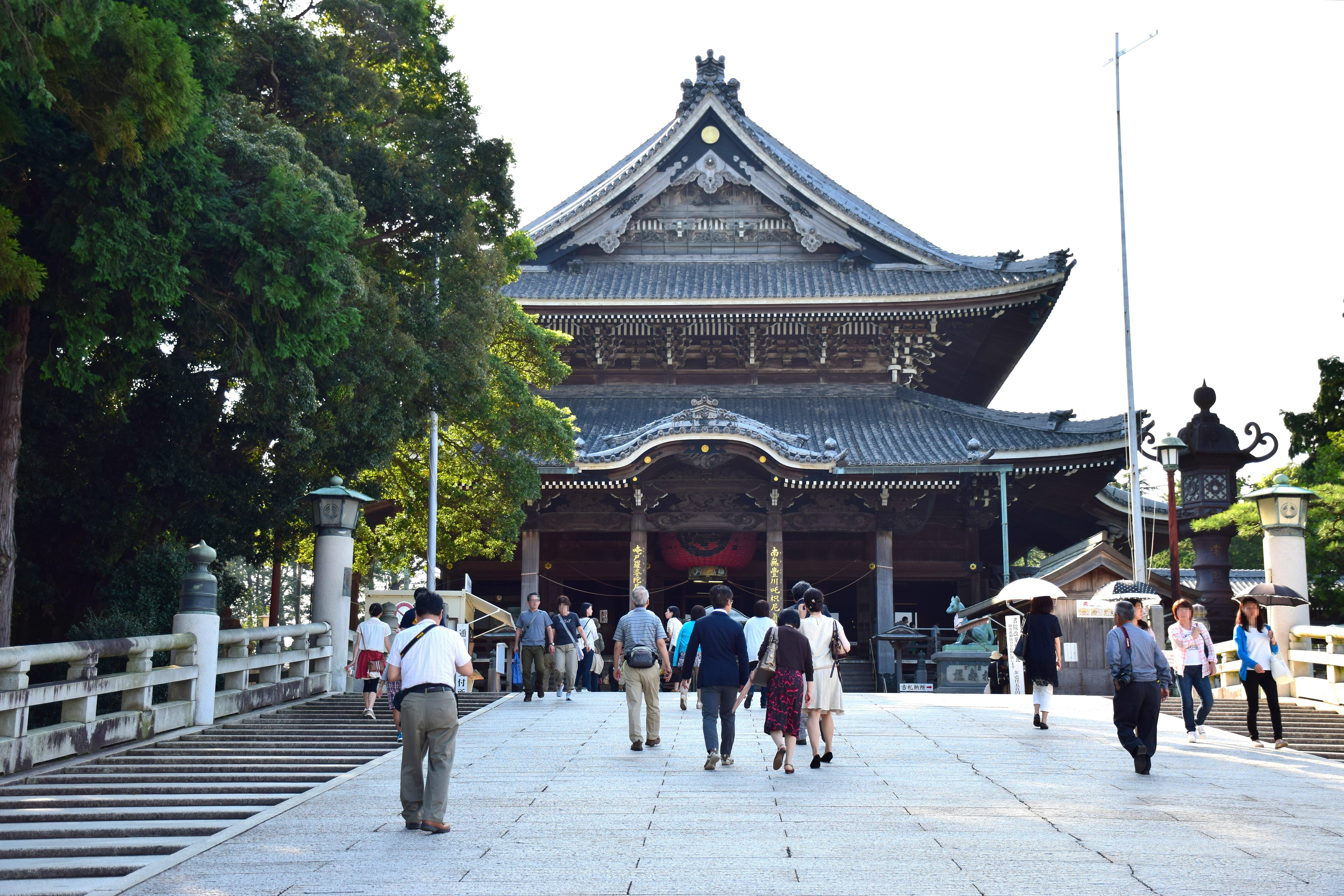
Bâtiment principal du Toyokawa Inari

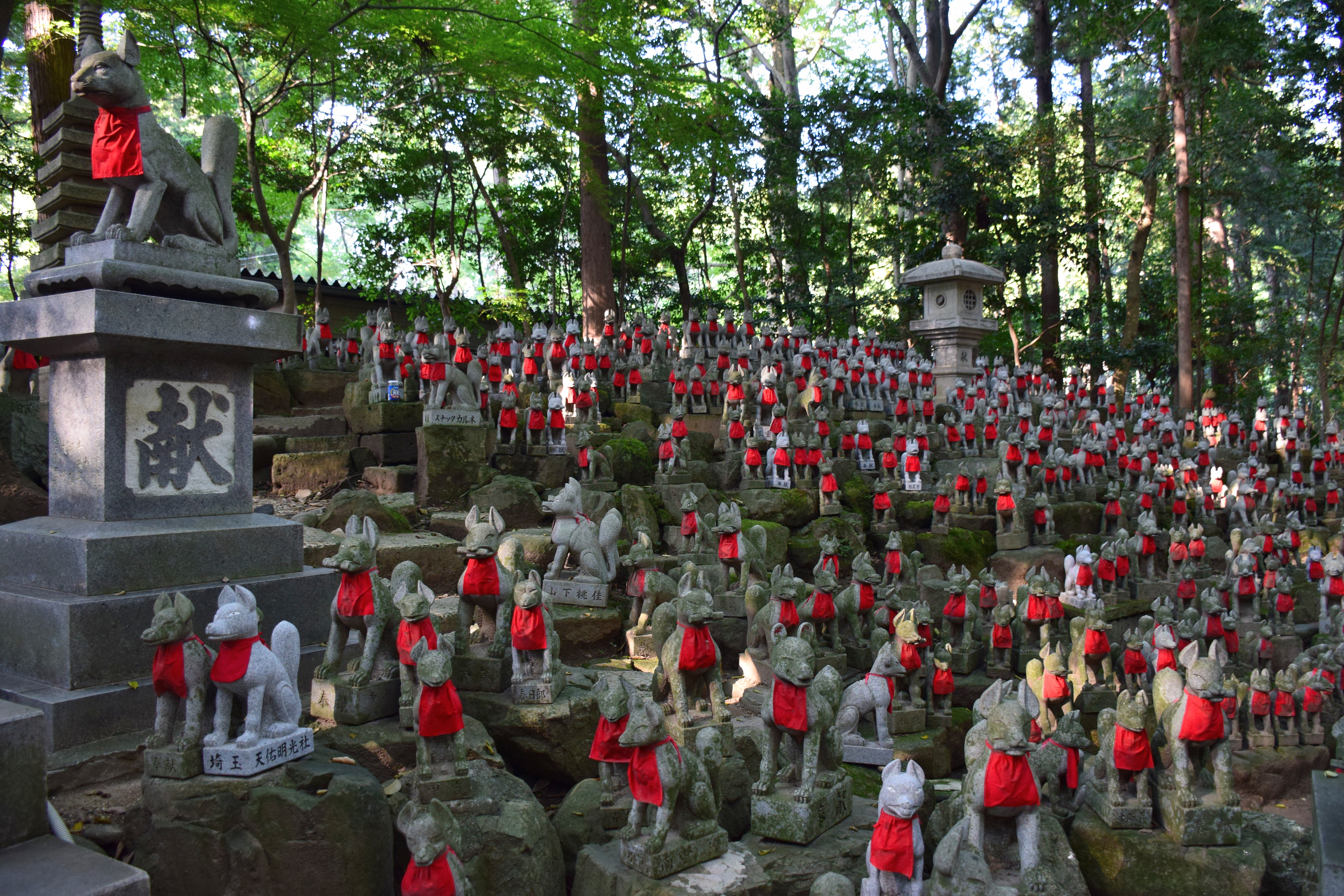
Reiko-zuka

Le Toyokawa Inari (豊川稲荷) est le nom populaire d'un temple bouddhiste de la secte Sōtō situé dans la ville de Toyokawa dans l'ouest de la préfecture d'Aichi au Japon. Le nom véritable du temple est 妙厳寺 (Myogon-ji), et son nom complet Enbukuzan Toyokawa-kaku, Myogon-ji (円福山 豊川閣 妙厳寺). En dépit du torii à l'entrée, et de l'identification populaire de sa principale image de vénération (un  Juichimen Kannon) avec Inari Ōkami, le kami de la fertilité, du riz, de l'agriculture, de l'industrie et de la réussite matérielle, l'institution est un temple bouddhiste et n'a aucun lien explicite avec la religion shintoïste.

## Histoire
Le temple est fondé en 1441 par un prêtre bouddhiste nommé Tōkai Gieki (東海義易), dont le lointain prédécesseur, Kangan Giin a étudié le Bouddhisme vajrayāna auprès de la dynastie Song en Chine. Par ses enseignements, l'objet principal de vénération, Juichimen Kannon, est identifié comme un avatar du Toyokawa Dakinishinten, représentée dans l'iconographie bouddhique japonaise comme une divinité féminine à cheval sur un renard blanc.
Durant la période du shinbutsu shūgō, la ligne entre le bouddhisme et le shintoïsme se trouble et les images d'une déesse sur un renard sont associés à Ukanomitama-no-mikoto, la déesse de l'agriculture, qui se sert du renard blanc comme messager.
Durant la période Sengoku, le temple est patronné par Imagawa Yoshimoto, Oda Nobunaga, Toyotomi Hideyoshi et Tokugawa Ieyasu ainsi que par les pèlerins de la classe marchande, de l'époque d'Edo jusqu'à la période moderne.

## Biens culturels
La majeure partie du temple est reconstruit au cours de l'ère Meiji ou plus tard; cependant, le sanmon qui date de 1536, est le plus ancien des bâtiments existants de l'ensemble. Le hon-dō (bâtiment principal) est reconstruit au cours de l'ère Tenpō (1830-1843), et plusieurs autres bâtiments datent également de l'époque Edo. En matière de biens culturels, le temple possède une statue en bois de Jizo Bosatsu datant de l'époque de Kamakura et enregistrée bien culturel important.

## Cent Kannon de Tōkai
L'association du Toyokawa Inari avec les trente-trois Kannon de Mino dans la préfecture de Gifu, les trente-trois Kannon d'Owari dans l'ouest de la préfecture d'Aichi et les trente-trois Kannon de Mikawa (三河三十三観音) dans l'est de la préfecture d'Aichi constitue une route de pèlerinage connue sous le nom des cent Kannon de Tōkai.